# UFC 129
UFC 129: St-Pierre vs. Shields var en mixed martial arts-gala arrangerad av Ultimate Fighting Championship (UFC) i Rogers Centre i Toronto i Kanada den 30 april 2011. Galans två huvudmatcher var titelmatchen i weltervikt mellan Georges St. Pierre och Jake Shields samt titelmatchen i fjädervikt mellan José Aldo och Mark Hominick. Galan var organisationens största genom tiderna med över 55 000 sålda biljetter.

## Bakgrund
UFC 129 var organisationens sjätte gala i Kanada och den första i Ontario sedan MMA-tävlingar legaliserats i delstaten i augusti 2010. Man valde att hålla galan på multiarenan Rogers Centre och planerade från början att släppa 42 000 biljetter. När dessa snabbt sålde slut valde man att släppa ytterligare biljetter och totalt såldes över 55 000 biljetter. Man slog det tidigare rekordet från UFC 124 i Montréal där drygt 23 000 biljetter såldes.
Galans huvudmatch var titelmatchen i weltervikt mellan den regerande sjufaldiga mästaren Georges St. Pierre och utmanaren Jake Shields. Matchen var Shields andra i UFC sedan hans kontrakt med Strikeforce gått ut sommaren 2010. Han vann chansen att gå titelmatchen genom att besegra Martin Kampmann på UFC 121 i oktober 2010.
I galans andra titelmatch möttes den regerande mästaren José Aldo och utmanaren Mark Hominick i en match om UFC:s fjäderviktstitel. Det var Aldos första match i UFC, han blev utsedd till mästare när UFC slogs ihop med WEC i januari 2011. Eftersom UFC då saknade fjäderviktsdivision och Aldo var regerande mästare i WEC blev han UFC:s första fjäderviktsmästare. han skulle egentligen ha debuterat i UFC på UFC 125 i januari men var då tvungen att lämna återbud på grund av skada.
Randy Couture gick enligt egen utsago sin sista professionella MMA-match på galan när han mötte brasilianaren Lyoto Machida.

## Resultat

### Underkort
|  | Yves Jabouin | Fjädervikt                                                  | Pablo Garza |  |
|  |              | Segrare: submission (flygande triangel) efter 4:31 i rond 1 |             |  |

|                                        | John Makdessi | Lättvikt | Kyle Watson |  |
| Segrare: KO (slag) efter 1:27 i rond 3 |               |          |             |  |

|                                                    | Jason MacDonald | Mellanvikt | Ryan Jensen |  |
| Segrare: submission (triangel) efter 1:37 i rond 1 |                 |            |             |  |

|                                         | Ivan Menjivar | Bantamvikt | Charlie Valencia |  |
| Segrare: TKO (slag) efter 1:30 i rond 1 |               |            |                  |  |

|  | Sean Pierson | Weltervikt                             | Jake Ellenberger |  |
|  |              | Segrare: KO (slag) efter 2:42 i rond 1 |                  |  |

|                            | Rory MacDonald        | Weltervikt | Nate Diaz |  |
| Segrare: enhälligt domslut | (30-26, 30-27, 30-26) |            |           |  |

### Huvudkort
|  | Mark Bocek            | Lättvikt                   | Ben Henderson |  |
|  | (27-30, 27-30, 27-30) | Segrare: enhälligt domslut |               |  |

|                                        | Vladimir Matyushenko | Lätt tungvikt | Jason Brilz |  |
| Segrare: KO (slag) efter 0:20 i rond 1 |                      |               |             |  |

|  | Randy Couture | Lätt tungvikt                           | Lyoto Machida |  |
|  |               | Segrare: KO (spark) efter 1:05 i rond 2 |               |  |

|                            | José Aldo             | Fjädervikt Titelmatch | Mark Hominick |  |
| Segrare: enhälligt domslut | (48-45, 48-46, 49-46) |                       |               |  |

|                            | Georges St. Pierre    | Weltervikt Titelmatch | Jake Shields |  |
| Segrare: enhälligt domslut | (50-45, 48-47, 48-47) |                       |              |  |

## Bonusar
En bonus på $129 000 delas ut till Kvällens match, Kvällens knockout samt Kvällens submission.
- Kvällens match: José Aldo mot Mark Hominick
- Kvällens knockout: Lyoto Machida
- Kvällens submission: Pablo Garza

### Webbkällor
- ”UFC 129 Results & Live Play-by-Play”. sherdog.com. http://www.sherdog.com/news/news/UFC-129-Results-amp-Live-Play-by-Play-31877. Läst 5 maj 2011.

### Fotnoter
1. 1 2  ”UFC 129 sets attendance and live-gate records: 55,724 for $12.1 million”. mmajunkie.com. Arkiverad från originalet den 30 juni 2012. https://archive.is/20120630015354/http://mmajunkie.com/news/23448/ufc-129-sets-attendance-and-live-gate-records-55724-for-12-1-million.mma. Läst 5 maj 2011.
2. ↑  ”ONTARIO TO ALLOW MIXED MARTIAL ARTS STARTING IN 2011”. tsn.ca. Arkiverad från originalet den 25 maj 2012. https://archive.is/20120525150645/http://www.tsn.ca/mma/story/?id=330495. Läst 5 maj 2011.
3. ↑  ”UFC 129 Sold Out, Shatters Records With 55,000 Tickets”. mmaweekly.com. http://mmaweekly.com/ufc-129-sold-out-shatters-records-with-55000-tickets. Läst 5 maj 2011.
4. ↑  ”No. 1 contender Shields favoring champ St-Pierre over Koscheck at UFC 124”. mmajunkie.com. Arkiverad från originalet den 25 maj 2012. https://archive.is/20120525150648/http://mmajunkie.com/news/21151/no-1-contender-shields-favoring-champ-st-pierre-over-koscheck-at-ufc-124.mma. Läst 5 maj 2011.
5. ↑  ”UFC Featherweight Champion Jose Aldo Awarded Title Belt”. mmaweekly.com. http://mmaweekly.com/ufc-featherweight-champion-jose-aldo-awarded-title-belt. Läst 5 maj 2011.
6. ↑  ”Injured Aldo a no-go for UFC 125”. espn.com. http://sports.espn.go.com/extra/mma/news/story?id=5844044. Läst 5 maj 2011.
7. ↑  ”With Couture finally done, UFC boss has no regrets sending "The Natural" into the cage”. mmajunkie.com. Arkiverad från originalet den 25 maj 2012. https://archive.is/20120525150647/http://mmajunkie.com/news/23450/with-couture-finally-done-ufc-boss-has-no-regrets-sending-the-natural-into-the-cage.mma. Läst 5 maj 2011.
8. ↑  ”UFC 129 bonuses: Machida, Garza, Aldo and Hominick get $129K awards”. mmajunkie.com. Arkiverad från originalet den 25 maj 2012. https://archive.is/20120525122638/http://mmajunkie.com/news/23446/ufc-129-bonuses-machida-garza-aldo-and-hominick-get-129k-awards.mma. Läst 5 maj 2011.